# Celleporella tehuelcha
Celleporella tehuelcha är en mossdjursart som beskrevs av Lopez Gappa 1985. Celleporella tehuelcha ingår i släktet Celleporella och familjen Hippothoidae. Inga underarter finns listade i Catalogue of Life.